# Melaleuca incana
Melaleuca incana är en myrtenväxtart som beskrevs av Robert Brown. Melaleuca incana ingår i släktet Melaleuca och familjen myrtenväxter.

## Underarter
Arten delas in i följande underarter:
- M. i. incana
- M. i. tenella